# هارون بن غریب
هارون بن غریب معروف به ابن خال (پسردایی) از فرماندهان دوران عباسی بود که نزد مقتدر بالله، خلیفه و پسردایی خود، می‌جنگید.

## اعمال
در سال ۳۰۸ هجری شورش بغداد را سرکوب کرد. در ۳۱۶ هجری در کنار یوسف ابن ابی ساج از طرف خلیفه عباسی ماموریت یافت تا با لشکری چهل هزار نفره به جنگ با قرامطه که به جنوب عراق حمله کرده بودند بپردازد که این نبرد با شکست آن ها پایان یافته و ابی ساج کشته می‌شود اما او زنده می‌ماند . در ۳۱۹ هجری در برابر مرداویج زیاری جنگید و در نبرد همدان شکست خورد و در اوایل ۳۲۰ به بغداد بازگشت.

## مرگ او
در بغداد در سال ۹۴۳ میلادی یا ۳۲۲ هجری کشته شد.